# Nicolas Lebel
Nicolas Lebel (Saint-Mihiel, 1838 – Vitré, 1891) è stato un inventore francese.
Colonnello dell'esercito francese, nel 1886 inventò il fucile Lebel Modèle 1886, subito utilizzato dall'armata francese.